# Carl Hoeckner
Carl Hoeckner (* 19. Dezember 1883 in München; † 1972 in Berkeley, Kalifornien) war ein deutsch-amerikanischer Maler, Grafiker und Kunstlehrer.

## Leben
Carl Hoeckner wurde in München in eine Familie mit einer langen Tradition von Künstlern, insbesondere Radierern und Lithografen, geboren. Seine erste künstlerische Ausbildung erhielt er bei seinem Vater, ebenfalls Radierer, und setzte diese durch ein Studium an Kunstakademien in Städten wie Hamburg, Köln, Leipzig, Berlin und Brüssel fort. Im Jahr 1910 wanderte er in die Vereinigten Staaten aus und ließ sich in Chicago nieder. Dort arbeitete er zunächst als Illustrator und später im Werbebereich für Unternehmen wie die Armour Meat Packing Company und Marshall Field’s.
Während des Ersten Weltkriegs und in der Zeit danach wandte sich Carl Hoeckner zunehmend sozialen und politischen Themen zu. Seine Werke reflektieren seine kritische Haltung gegenüber Krieg und Faschismus. Beispiele für diese Phase sind die Gemälde War und The Homecoming of 1918, das 1919 entstand und als eine der eindrucksvollsten Antikriegsschilderungen in der amerikanischen Kunst gilt. In den 1920er Jahren initiierte und organisierte er Ausstellungen in Chicago, war Mitbegründer der No-Jury Society of Artists (1922) und engagierte sich im Kreis avantgardistischer Künstler. Von 1929 bis 1943 unterrichtete er an der School of the Art Institute of Chicago. In den 1930er Jahren wirkte Carl Hoeckner zudem als Leiter der Grafikabteilung des Illinois Art Project der Works Progress Administration. Zu seinen Freundschaften und Netzwerken gehörten u. a. Ramon Shiva, Rudolph Weisenborn und Beatrice S. Levy. Carl Hoeckner starb 1972 in Berkeley, Kalifornien.

## Werk
Carl Hoeckner arbeitete als Maler und Lithograf. Anfangs war sein Schaffen durch eine dekorativen, farbintensiven Malstil geprägt, später wandelte es sich zu einem Stil, der Elemente des Sozialrealismus und Expressionismus vereinte. In seinen Werken befasste er sich häufig mit sozialen, politischen und industriellen Themen und zeigte eindrücklich die Auswirkungen von Krieg, Großer Depression und gesellschaftlichem Wandel. Zu seinen bekanntesten Arbeiten gehören die Gemälde War und The Homecoming of 1918, die sich im Saint Louis Art Museum befinden, sowie die Lithografien aus den 1930er Jahren, die als soziale Dokumente gelten. Hoeckners Werke wurden in renommierten Institutionen wie dem Art Institute of Chicago, dem Metropolitan Museum of Art, dem Museum of Modern Art, der National Gallery of Art, dem Philadelphia Museum of Art und dem Smithsonian American Art Museum ausgestellt und befinden sich in deren Sammlungen. Darüber hinaus gestaltete er Wandgemälde, beispielsweise für die Coonley School in Downers Grove, Illinois.